# Visigoter
Visigoter, kallas ibland även västgoter, (latin visi'gothi, visigothæ) är ett av de två stora gotiska grupper som första gången nämns år 291. De kallades då tervingi (skogsbor) och betecknades som en utbrytargrupp, medan de övriga, ostrogoterna, inte nämns vid namn förrän omkring 100 år senare. Den omkring 390 skrivna Notitia dignitatum kallar visigoterna för Vesi, vilket är deras självbenämning och betyder "de goda" eller "de ädla". Det var först Cassiodorus som lade till efterleden och började kalla dem visigoter, med vilket han menade "västgoter". Han hittade sannolikt helt enkelt på ett namn som likt ostrogoternas kunde ange ett väderstreck.

## Visigoterna som Roms allierade

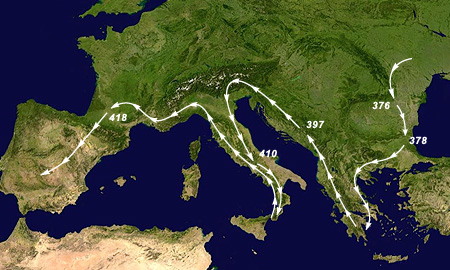
Visigoternas vandring.

Tervingernas tidiga historia skildras i artikeln Goter och artikeln Fritigern,
Efter freden 382 och så länge Theodosius regerade utgjorde visigoterna foederati och var en buffert mot andra barbarfolk. Enskilda goter fick anställning i hären eller runt om i rikets förvaltning. Härigenom hotades dock goternas nationella sammanhållning och år 395, efter Theodosius död, valdes Alarik I till kung av en grupp goter som kallade sig "Vesi". 
Under Eurik (466—484) uppnådde det västgotiska riket i Gallien sin högsta blomstring. Men hans son Alarik II (484—507) besegrades 507 av frankerna. Spanien blev nu v:s egentliga huvudland. Den siste västgotakonungen, Roderik, blev 711 slagen av araberna, och hans rike upplöstes.
Särskilt under konung Alarik I ( kung 395—410) nådde gruppen en stor betydelse. Under Alarik påbörjades visigoternas kamp mot det romerska riket. Efter alliansen med Rom 382 bodde vesi i Moesien och Thracien som foederati, men de ansåg sig vara lösta från denna allians då Theodosius I dog 395 och intog under Alariks ledning Pannonien och Makedonien. Han försökte sedan att inta Konstantinopel, men sedan gick Alarik i stället mot Grekland, där han bland annat intog  Pireus, Corinth, Megara, Argos, och Sparta. Han fortsatte senare till Italien 401, men blev där besegrad av Stilicho vid Pollentia. Efter den stora germaninvasionen i Gallien 406 tvingades dock Stilicho att förhandla med Alarik, men då kejsaren inte gick med på dennes krav på jordupplåtelse i Italien, belägrades Rom. Stilicho avrättades 408 av kejsare Honorius. Alarik fick förstärkning av germanska legosoldater efter att deras familjer hade mördats av antibarbariskt sinnade romare  och dessutom anslöt 40 000 germanska slavar, vilket ledde till att Rom intogs och plundrades i augusti år 410. Alarik fortsatte för att erövra Sicilien och Afrika dog han endast 34 år gammal. Han efterträddes av sin svåger Ataulf. Denne tog fasta på det erbjudande som Alarik hade fått av kejsar Honorius år 403, att med full besittningsrätt överta de galliska och hispaniska provinserna. Detta ledde till att visigoterna i södra Gallien grundade det så kallade Tolosanska riket med Toulouse som huvudstad under Ataulf och Wallia (415–418) och Theoderik I (418–451).Visigoterna bidrog kraftigt att besegra Attila 451. De var dock fortsättningsvis även romerska foederati, inte minst i romarnas kamp mot vandalerna, och spelade i denna egenskap en mycket viktig roll vid Aëtius seger över Attila vid Katalauniska fälten år 451. I detta slag stupade kung Theoderik I, men Attilas framryckning i Europa stoppades. Lite senare befriades ostrogoterna från hunnisk överhöghet.

## De självständiga visigoterna
Se huvudartikel: Visigotiska riket

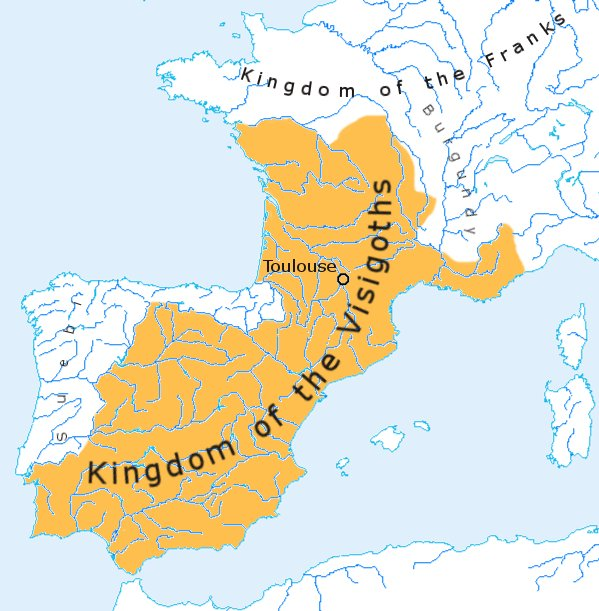
Visigoternas rike kring 500.

Under förvirringen vid västromerska rikets fall år 476 frigjorde sig visigoterna helt från beroendet av Rom, under ledning av Theoderik I:s son Eurik, som konsoliderade sitt välde i södra Gallien och erövrade större delen av Spanien. Han lät också samla in och ge ut visigotiska lagar. Euriks son Alarik II (484–507) besegrades 507 av den frankiske kungen Klodvig I. Detta gjorde att visigoterna bad den östromerske kejsaren Justinianus om hjälp. Denne intog därefter sydöstra Spanien och det tog 80 år innan visigoterna lyckades fördriva dem därifrån under sin konung Leovigild. I detta rike, liksom i Odovakars och Theoderiks, lät man befolkningen ha kvar sina egna lagar och statsinrättningar, vilket ledde till att det visigotiska väldet huvudsakligen blev ett spanskt rike ("riket Toledo").
Leovigild bröt adelns och kyrkans makt och införde ärftlig tronföljd. Han anlade kunglig dräkt och tog plats på en kunglig tron. Han gjorde det väl belägna Toledo till stadigvarande residens. Dittills hade man präglat mynt med den avlägsne kejsarens bild, men nu blev de ersatta med kungliga. Hantverk, handel och andligt liv började uppstå. Det var under denna tid som Isidorus av Sevilla, Leander av Sevilla och Johannes av Biclaro författade sina skrifter.
Riket råkade dock i fara när Leovigilds son Hermenegild övergick till katolicismen. Han kallade till sin hjälp sveber, bysantiner och andra fiender till kronan. Leovigild slog dock ned allt motstånd, tog sonen till fånga och avrättade honom. Svebernas land gjordes till en gotisk provins. Franker och burgunder kom för sent till Hermenegilds hjälp. Efter att de i början haft viss framgång blev de tillbakaslagna. Mitt under fredsunderhandlingarna dog Leovigild.
Även Leovigilds andre son och närmaste efterträdare, Reccared I (586–601), övergick från arianismen till katolicismen, vilket ledde till ett uppror från arianerna som dock misslyckades. År 589 samlades det tredje konciliet i Toledo, som enade riket. Hov och adel bekände sig nu till katolicismen och arianerna tvingades gå i landsflykt. Därmed föll också det sista värnet för den gotiska nationaliteten. Det germanska väsendet fick vika för det romanska. Latinet blev statens, kyrkans, affärslivets och litteraturens språk. Det gotiska språket undanträngdes först och dog till slut ut helt och hållet. Genom den snabba romaniseringen växte den katolska kyrkan inflytande och troende. Spaniens koncilier fick ett stort politiskt inflytande och stat och kyrka blev i det närmaste förenade. De följande kungarna regerade endast en kort tid. Först under Sisebut (612–620) inträdde åter ordnade förhållanden. Han fördrev grekerna, som endast fick behålla några orter i södra Portugal. Han byggde den heliga Leocadias kyrka i Toledo. Sisebut ville även omvända de i Spanien starkt företrädda judarna, men skapade på så sätt en inre strid och gjorde kronan beroende av prästerskapet. År 633 sammanträdde det fjärde konciliet i Toledo under presidium av Isidorus av Sevilla. Det besöktes av 69 biskopar. Då utgavs lagar för kyrkan, för kungadömet och mot judarna. Efter detta koncilium följde andra i samma anda, tills Kindasvinth (642–652) besteg tronen. Han lyckades sluta fred med prästerskapet på det sjunde konciliet i Toledo. En gemensam landslag utfärdades, och en reform av rättegångsväsendet genomfördes. Kyrkans övermakt var bruten och utgjorde nu, vid sidan av de frias klass, ett stöd för tronen.
Under Kindasvinths efterträdare Rekisvinth (652–672) hölls det åttonde konciliet i Toledo, som hade karaktären av en riksdag, vilket sedermera blev brukligt. Här fattades nu beslut om sådant som kungaval, kungens ed och plikt att regera i katolsk anda. Efter Rekisvinths död valdes Wamba av de församlade stormännen (672–680). Septimania gjorde nu uppror. Kungen skickade dit sin fältherre Paulus, men denne gjorde själv uppror. Då kom Wamba i egen person, slog ned allt motstånd och tog Paulus till fånga i Nimes. Erwig (680–687) sammankallade det tolfte konciliet i Toledo. Här blev Wambas stränga lagar rörande fältflyktingar mildrade, den kyrkliga asylrätten utvidgades och kungens åtgärder gentemot judarna godkända och verkställda. Dessa var de strängaste antijudiska som hittills blivit utfärdade. Långt ödesdigrare för kungamakten var de beslut som fattades på det trettonde konciliet. De berövade konungen rätten att av egen myndighet straffa adel och präster och inskränkte även på andra sätt hans makt. Erwig valde att abdikera då han var svårt sjuk och förklarade sin svärson Egica (687–701) som sin tronarvinge. Under Egicas regeringstid hölls tre koncilier varav det sjuttonde konciliet sammanträdde och riktade hårda åtgärder mot de judar som underhöll förbindelser med trosförvanterna på andra sidan sundet. Judarnas egendom drogs in, själva skulle de säljas som slavar och deras barn togs ifrån dem för att uppfostras till kristna.
Riket kom under Roderik (710–711) att krossas av araberna. Den muslimske ståthållaren Musa fullbordade Afrikas underkuvande och sände år 711 sin beprövade fältherre Tariq ibn-Ziyad till Spanien. Denne besatte den branta höjd, då kallad Calpe, som alltsedan dess bär erövrarens namn, Tariks berg (Djebel-al-Tarik, varav Gibraltar), och slaget vid Guadalete utkämpades mot Roderik (visigoternas härskare). Striden rasade den 25 och 26 juli. Enligt sagan pågick den en hel vecka. Tidigare förmodade historiker att slaget avgjordes den genom förräderi till muslimernas fördel. Uppgifterna om förräderi kommer från sen källor med anknytning till det senare asturiska kungariket medan den mosarabiska krönikan som skrevs nära i tiden 754 inte alls nämner något om förräderi. Slaget följdes av det visigotrikets fall. Roderik stupade och hans splittrade folk förmådde inte organisera något samlat motstånd. Lokalt motstånd besegrades och lokala makthavare erbjöds ofta att få behålla sin maktställning under arabiskt styre. Händelserna  ledde till  att landet snabbt föll utan att araberna tvingades möta någon ny gotisk här. På så sätt kunde muslimerna inta den ena staden efter den andra. De missnöjda och förtryckta gick dem till mötes och öppnade portarna. Endast högt uppe i norr, i de asturiska bergen, förmådde visigoterna att hålla sig kvar. Troligen skulle de ha dukat under och erövringen redan nu utbrett sig över Pyrenéerna, varvid muslimerna funnit frankernas rike splittrat av inre söndring, om inte Tarik och Musa hade blivit oense med varandra. Nu blev istället den muslimska hären kallad tillbaka. 
Visigoterna var först bland germanerna att utveckla privaträtten, men lyckades aldrig skapa en varaktig författning.

## Sociala förhållanden i de visigotiska rikena

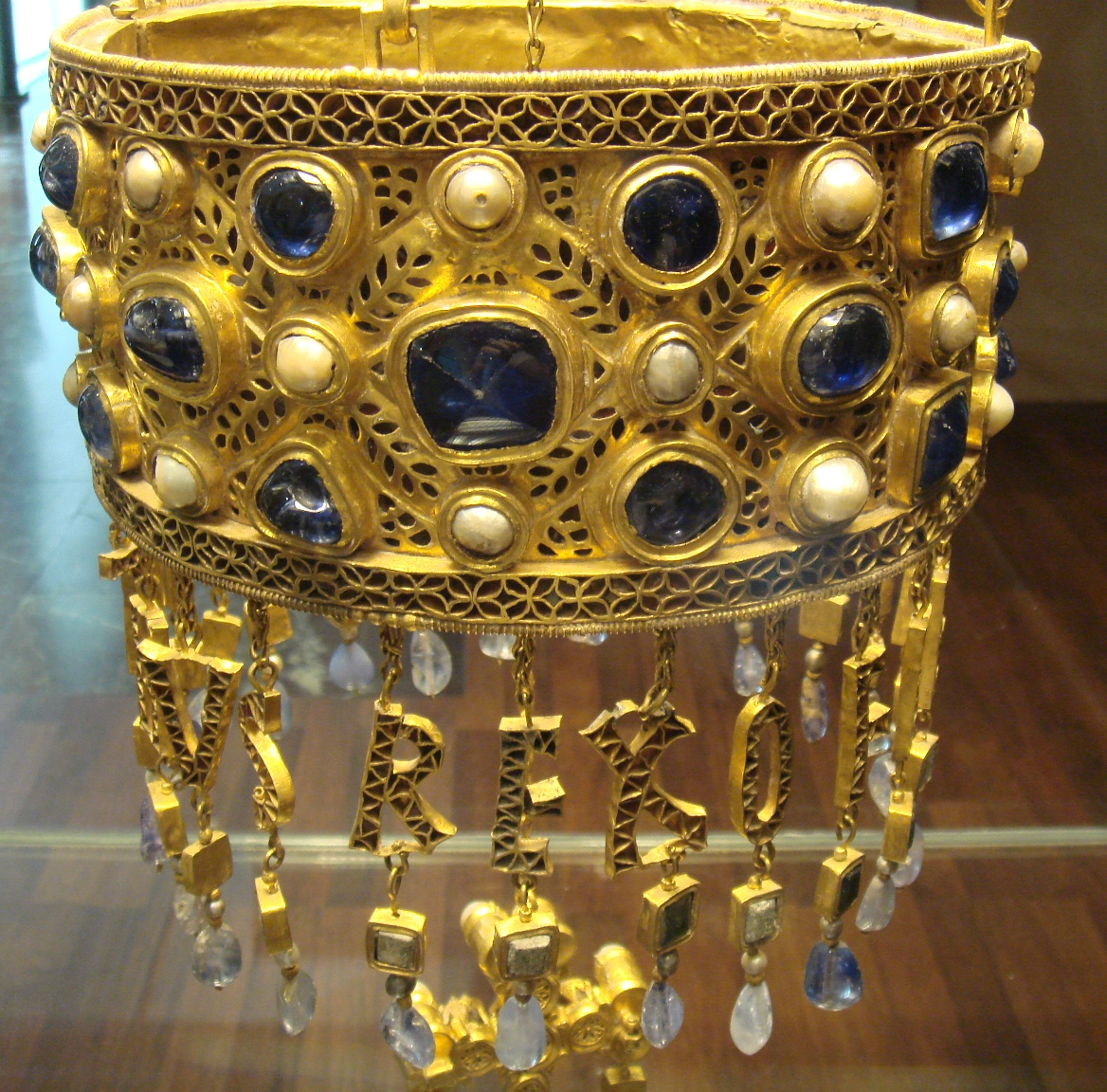
En visigotisk votivkrona tillhörande Reccesvind (653–672).

Efter bosättningen i Gallien och Spanien erhöll visigoterna två tredjedelar av jorden där, och förblev länge en från den romerska befolkningen åtskild folkgrupp eftersom giftermål dem emellan var förbjudna i lag. De två folken hade också skilda lagar – romarna levde under lagar fastställda av Alarik II (ett sammandrag av den romerska rätten, kallat Breviarium Alarici), visigoterna levde under gotiska rättssedvänjor (antagligen kodifierade under kung Reccared I (586-601) under namnet Antiqua). Goterna dömdes i första hand av särskilda kungliga domare, den högre domsrätten utövades däremot av gemensamma sådana, hertigar (duces) i provinserna och under dem grevar (comites) i grevskapen (civitates). Till skillnad från förhållandet i östgotariket (se Theoderik den store) var den romerska befolkningen underkastad krigstjänstskyldighet. Detta blev det första steget mot en sammansmältning mellan folken.
Bland goterna hade ursprungligen funnits en bördsadel, vilken dock försvann efter erövringarna, och istället uppkom en kunglig tjänsteadel i vilken på grund av den gemensamma krigstjänstskyldigheten både romare och goter ingick. I samband med detta genomgicks en betydande social ombildning. Liksom hos andra germanska folk hade hos visigoterna folkets huvudmassa utgjorts av "folkfria", och vid bosättningen hade dessa erhållit egen jord, men i Gallien och Spanien hade under romartiden jorden till största delen varit uppdelad i stora egendomar tillhöriga adliga (senatoriska) släkter och med en talrik ofri befolkning. De inträngande visigoterna bibehöll till en stor del dessa jordförhållanden och den nya tjänsteadeln, vare sig av romanskt eller gotiskt ursprung, blev innehavare av de gamla jordegendomarna eller av nya sådana som bildades genom tilldelande av kronogods. Vid sidan av dessa kunde inte de små fria jordegendomarna bestå, och medan å ena sidan de mäktigare visigotiska släkterna sammansmälte med de gamla romerska adelssläkterna till en härskande adel, sammansmälte å andra sidan massan av de folkfria visigoterna med den "höriga" romerska befolkningen till en samhällsklass som stod i stort beroende (eller var rent ofri) till de stora andliga eller världsliga makthavarna.
Hur drastiskt de folkfrias antal minskats visas av kung Wambas (672–680) påbud att 9 av 10 trälar skulle vara krigstjänstskyldiga – de folkfria hade tidigare varit basen för krigsmaktens personaltillgång. Denna utveckling, som i det frankiska riket skulle ge upphov till feodalismen, försiggick tidigare i det visigotiska riket men ledde inte till en fullständig feodalisering eftersom egendomarna inte tog formen av län. Den genom de sociala förändringarna påbörjade sammansmältningen mellan folkgrupperna visigoter och romaner fullbordades efter att visigoterna under kung Reccared konverterat från arianismen till katolicismen, och till följd av detta kunde kungarna Kindasvind (641–652) och dennes son Reccesvind (652–672) genomdriva en gemensam lag, Lex visigothorum och Reccesvind upphävde också förbudet mot blandade äktenskap. Eftersom den romanska befolkningen var betydligt talrikare än den gotiska kom den romanska kulturen också att i högre grad forma den efterföljande kulturen. Lex visigothorum var i huvudsak grundad på den romerska rätten och visigoterna utbytte sitt språk mot det av den romerska befolkningen talade vulgärlatinet vilket förändrades till spanska.
Även om riket och befolkningen förändrades bibehöll det till sitt fall namnet Goternas rike (lat. Regnum gothorum).